# Maiol Roger Homs
Maiol Roger Homs (Vilanova i la Geltrú, El Garraf, 1986) és un periodista català.
Llicenciat en periodisme per la Universitat Autònoma de Barcelona, ha estat subdirector del ‘Planta Baixa’ de TV3, col·laborador a RAC1, Catalunya Ràdio i el diari Ara, del qual va ser cap de política del 2016 al 2019. Anteriorment, va exercir durant set anys, entre el 2008 i el 2015, com a redactor de política del diari El País. A partir del setembre de 2023 s'incorporarà com a subdirector a El matí de Catalunya Ràdio, dirigit pel també periodista Ricard Ustrell.
Entre les seves publicacions es troben Jordi Pujol. La gran família (2015), Gabriel Rufián Romero, el polític imprevist (2016), i Les mentides del Judici (2019), juntament amb Montse Riart i Ot Serra.